# Loxophlebia fininigra
Loxophlebia fininigra är en fjärilsart som beskrevs av William James Kaye 1911. Loxophlebia fininigra ingår i släktet Loxophlebia och familjen björnspinnare. Inga underarter finns listade i Catalogue of Life.